# (3749) Balam
(3749) Balam – planetoida z pasa głównego.

## Odkrycie
Planetoida została odkryta przez amerykańskiego astronoma Edwarda Bowella 24 stycznia 1982 roku. Nazwa asteroidy pochodzi od nazwiska kanadyjskiego astronoma Davida Balama. Przed jej nadaniem planetoida nosiła oznaczenie tymczasowe (3749) 1982 BG1.

## Orbita
Orbita (3749) Balam nachylona jest do płaszczyzny ekliptyki pod kątem 5,38°. Na jeden obieg wokół Słońca ciało to potrzebuje 3 lat i 127 dni, krążąc w średniej odległości 2,23 j.a. od Słońca. Mimośród orbity tej planetoidy to 0,11.

## Właściwości fizyczne
Balam ma średnicę 7 km. Jego jasność absolutna to 13,4m. Jest to planetoida typu spektralnego S o albedo wynoszącym 0,16.

## Księżyce planetoidy
Na podstawie obserwacji za pomocą Gemini North Telescope na Mauna Kea z 8 lutego 2002 roku W.J. Merline, L.M. Close, N. Siegler, C. Dumas, C. Chapman, F. Rigaut, F. Menard, W.M. Owen oraz D.C. Slater zidentyfikowali w pobliżu tej asteroidy naturalnego satelitę. Satelita ten ma średnicę ok. 1,5 km. Obydwa składniki obiegają wspólny środek masy w czasie ok. 110±25 dni. Balam znajduje się w odległości ok. 89 km, a jego satelita 310±20 km od barycentrum. Odległość obydwu składników od siebie to ok. 400 km.
Satelita został tymczasowo oznaczony S/2002 (3749) 1.
12 marca 2008 roku poinformowano o odkryciu jeszcze jednego księżyca tej planetoidy. Oznaczono go prowizorycznie S/2008 (3749) 1. Ma on średnicę ok. 3 km. Odległość między składnikiem głównym planetoidy a nim to ok. 20 km. Obiegają one wspólny środek masy w czasie 33,38 godziny.